# محمد بن أحمد بن أبي خلف
أبو بكر محمد بن أحمد بن يزيد بن أبي العوام الرياحي أبو جعفر ويعرف أيضًا بابن أبي العوام، محدث وإمام من أئمة رواية الحديث النبوي. سمع من: يزيد بن هارون، وعبد الوهاب بن عطاء العقدي، وجماعة غيرهما. وعنه روى: ابن عقدة، وإسماعيل الصفار، وأبو بكر الشافعي، وابن الهيثم الأنباري، وآخرون. قال الدارقطني في الجرح والتعديل: صدوق.

## وفاته
قال الذهبي في سير أعلام النبلاء مات في شهر رمضان سنة 276 هـ.